# Șerghiș
Șerghiș – wieś w Rumunii, w okręgu Bihor, w gminie Vârciorog. W 2011 roku liczyła 663 mieszkańców.